# Adrian Foley
Adrian Gerald Foley (ur. 9 sierpnia 1923 w Londynie, zm. 12 lutego 2012 w Marbelli) – brytyjski kompozytor i pianista, najstarszy syn Geralda Foleya, 7. barona Foley i Minoru Greenstone, córki Henry’ego Greenstone’a. Tytuł barona odziedziczył po nagłej śmierci swojego ojca w 1927.
Foley komponował muzykę poważną i liryczną, oraz tworzył muzykę filmową. W 1946 napisał muzykę do filmu Piccadilly Incident, zaś w roku następnym do filmu Bond Street. Pisał również muzykę do sztuk teatralnych takich autorów jak m.in. Eric Maschwitz i Phil Park. W 1957 pojawił się również w epizodzie amerykańskiego teleturnieju To Tell the Truth.
W 1957, podczas pracy nad filmem Jane Eyre, poznał bogatą Amerykankę, Patricię Zoellner, córkę Josepha Zoellnera III. Para pobrała się 23 grudnia tego samego roku i doczekała się razem syna i córki:
- Alexandra Mary Foley (ur. 3 kwietnia 1960)
- Thomas Henry Foley (ur. 1 kwietnia 1961)

Małżeństwo Foleya zakończyło się rozwodem w 1971 r. Rok później poślubił on Ghislaine Dresselhuys (zm. 25 kwietnia 2000), córkę holenderskiego milionera Corneliusa Williama Dresselhuysa i Edith Merandon du Plessis. Małżeństwo to pozostało bezdzietne.
Lord Foley był zapalonym golfiarzem. Wspierał budowę pól golfowych w Andaluzji. Jego angielskimi rezydencjami były Kidderminster w Worcestershire i Belgravia w Londynie. Baron w ostatnich latach życia mieszkał w andaluzyjskiej miejscowości Marbella.